# Myrceugenia chrysocarpa
Myrceugenia chrysocarpa là một loài thực vật có hoa trong Họ Đào kim nương. Loài này được (O.Berg) Kausel mô tả khoa học đầu tiên năm 1942.